# Mistrzostwa Polski w Podnoszeniu Ciężarów 2018
Mistrzostwa Polski w Podnoszeniu Ciężarów 2018 – 88. edycja mistrzostw, która odbyła się w dniach 28–30 września 2018 roku w Kobierzycach. W mistrzostwach wystartowały również kobiety, dla których była to 25. edycja mistrzostw.

## Wyniki

### Mężczyźni
| Konkurencja | Złoto                               | Wynik         | Srebro                                | Wynik         | Brąz                                | Wynik         |
| 56 kg       | Tomasz Komorowski (UKS MOS Opole)   | 195 (85+110)  | Tomasz Żełem (Górnik Polkowice)       | 57 (25+32)    |                                     |               |
| 62 kg       | Martin Stasik (LKS Nowy Tomyśl)     | 246 (105+141) | Dominik Kozłowski (Zawisza Bydgoszcz) | 245 (115+130) | Kacper Urban (Promień Opalenica)    | 232 (109+123) |
| 69 kg       | Piotr Kudłaszczyk (LKS Nowy Tomyśl) | 295 (131+164) | Damian Wiśniewski (Zawisza Bydgoszcz) | 281 (123+158) | Szymon Jurecki (Renegt Inowrocław)  | 280 (130+150) |
| 77 kg       | Przemysław Korneluk (Tarpan Mrocza) | 316 (143+173) | Patryk Bęben (Mazovia Ciechanów)      | 296 (139+157) | Łukasz Ławecki (Orlęta Łuków)       | 288 (128+160) |
| 85 kg       | Krzysztof Zwarycz (Budowlani Opole) | 340 (155+185) | Kacper Kłos (Tarpan Mrocza)           | 325 (147+178) | Kacper Badziągowski (Tarpan Mrocza) | 323 (145+178) |
| 94 kg       | Paweł Kulik (Budowlani Opole)       | 350 (150+200) | Kacper Kłos (Tarpan Mrocza)           | 337 (145+192) | Paweł Szmeja (Narew Pułtusk)        | 336 (156+180) |
| 105 kg      | Krystian Sroka (Tarpan Mrocza)      | 340 (155+185) | Przemysław Budek (Impuls Warszawa)    | 334 (151+183) | Bartłomiej Barth (Budowlani Opole)  | 329 (147+182) |
| +105 kg     | Arkadiusz Michalski Budowlani Opole | 385 (175+210) | Jakub Węgrzyn Wisła Puławy            | 368 (168+200) | Bartosz Łoziński Zawisza Bydgoszcz  | 364 (164+200) |

### Kobiety
| Konkurencja | Złoto                                       | Wynik         | Srebro                                      | Wynik         | Brąz                                          | Wynik        |
| 48 kg       | Sylwia Oleśkiewicz (Omega Kleszczów)        | 144 (62+82)   | Paulina Kudłaszyk (Budowlani Nowy Tomyśl)   | 140 (61+79)   | Justyna Zawada (KU AZS AJD Częstochowa)       | 128 (56+72)  |
| 53 kg       | Agata Zacharek (Zawisza Bydgoszcz)          | 160 (71+89)   | Agnieszka Kuczmaszewska (Agros Zamość)      | 159 (73+86)   | Monika Szymanek (LKS Dobryszyce)              | 156 (66+90)  |
| 58 kg       | Joanna Łochowska (UKS Zielona Góra)         | 198 (88+110)  | Monika Dzienis (Talent Wrocław)             | 178 (83+95)   | Agata Rok (Feniks Siedlce)                    | 168 (76+92)  |
| 63 kg       | Katarzyna Kraska (Budowlani Opole)          | 189 (82+107)  | Paulina Rutkowska (Mazovia Ciechanów)       | 183 (83+100)  | Agata Zbrożek (MOSiR Łaziska Górne)           | 172 (78+94)  |
| 69 kg       | Patrycja Piechowiak (Budowlani Nowy Tomyśl) | 191 (86+105)  | Milena Rutkowska (Mazovia Ciechanów)        | 176 (81+95)   | Julita Król (HKS Szopienice)                  | 172 (79+93)  |
| 75 kg       | Jolanta Wiór (Andaluzja Piekary Śląskie)    | 201 (91+110)  | Weronika Zielińska (AZS-AWF Biała Podlaska) | 178 (77+101)  | Eliza Wcisłak (Zawisza Bydgoszcz)             | 177 (83+94)  |
| 90 kg       | Malgorzata Wiejak (Zawisza Bydgoszcz)       | 216 (96+120)  | Kinga Kaczmarczyk (Tytan Oława)             | 192 (83+109)  | Diana Flak (Unia Hrubieszów)                  | 191 (84+107) |
| +90 kg      | Magdalena Karolak (Omega Kleszczów)         | 237 (102+135) | Aleksandra Mierzejewska (Legia Warszawa)    | 236 (106+130) | Magdalena Pasko (Lechia Sędziszów Małopolski) | 207 (90+117) |